# HSBC (Việt Nam)
HSBC (Việt Nam) là một tập đoàn tài chính đa quốc gia của Anh, đặt trụ sở chính tại Cao ốc Metropolitan, Quận 1, Thành phố Hồ Chí Minh. HSBC là ngân hàng nước ngoài đầu tiên thành lập ngân hàng con tại Việt Nam. Ngân hàng TNHH một thành viên HSBC (Việt Nam) (hay HSBC Việt Nam) là một ngân hàng con thuộc sở hữu 100% của Ngân hàng Hồng Kông và Thượng Hải. HSBC Việt Nam cũng là ngân hàng 100% vốn nước ngoài đầu tiên đồng thời đưa chi nhánh và phòng giao dịch đi vào hoạt động tại Việt Nam. Hiện tại, HSBC là một trong những ngân hàng nước ngoài lớn nhất tại Việt Nam.

## Công ty chủ quản
HSBC Holdings plc là một ngân hàng đầu tư đa quốc gia và công ty cổ phần dịch vụ tài chính của Anh. Đây là ngân hàng lớn thứ hai ở châu Âu sau BNP Paribas, với tổng vốn chủ sở hữu là 206,777 tỷ USD và tài sản là 2,958 nghìn tỷ USD tính đến tháng 12 năm 2021. Năm 2021, HSBC có 10,8 nghìn tỷ USD tài sản đang được lưu ký (AUC) và 4,9 nghìn tỷ USD tài sản được quản lý (AUA), tương ứng. HSBC có nguồn gốc từ một ngân hàng hong ở Hồng Kông thuộc Anh, và hình thức hiện tại của nó được thành lập tại Luân Đôn bởi Tập đoàn Ngân hàng Hồng Kông và Thượng Hải, nhằm hoạt động như một công ty cổ phần mới vào năm 1991; tên của nó bắt nguồn từ tên viết tắt của công ty đó. Tập đoàn Ngân hàng Hồng Kông và Thượng Hải đã mở chi nhánh tại Thượng Hải vào năm 1865 và chính thức được thành lập vào năm 1866.
HSBC được tổ chức trong ba nhóm kinh doanh: Ngân hàng Thương mại, Ngân hàng Toàn cầu và Thị trường, Tài chính và Ngân hàng Cá nhân. Năm 2020, ngân hàng thông báo hợp nhất nhánh Ngân hàng Bán lẻ & Quản lý Tài sản với Ngân hàng Tư nhân Toàn cầu, để hình thành Ngân hàng Quản lý Tài sản & Cá nhân.

## Lịch sử

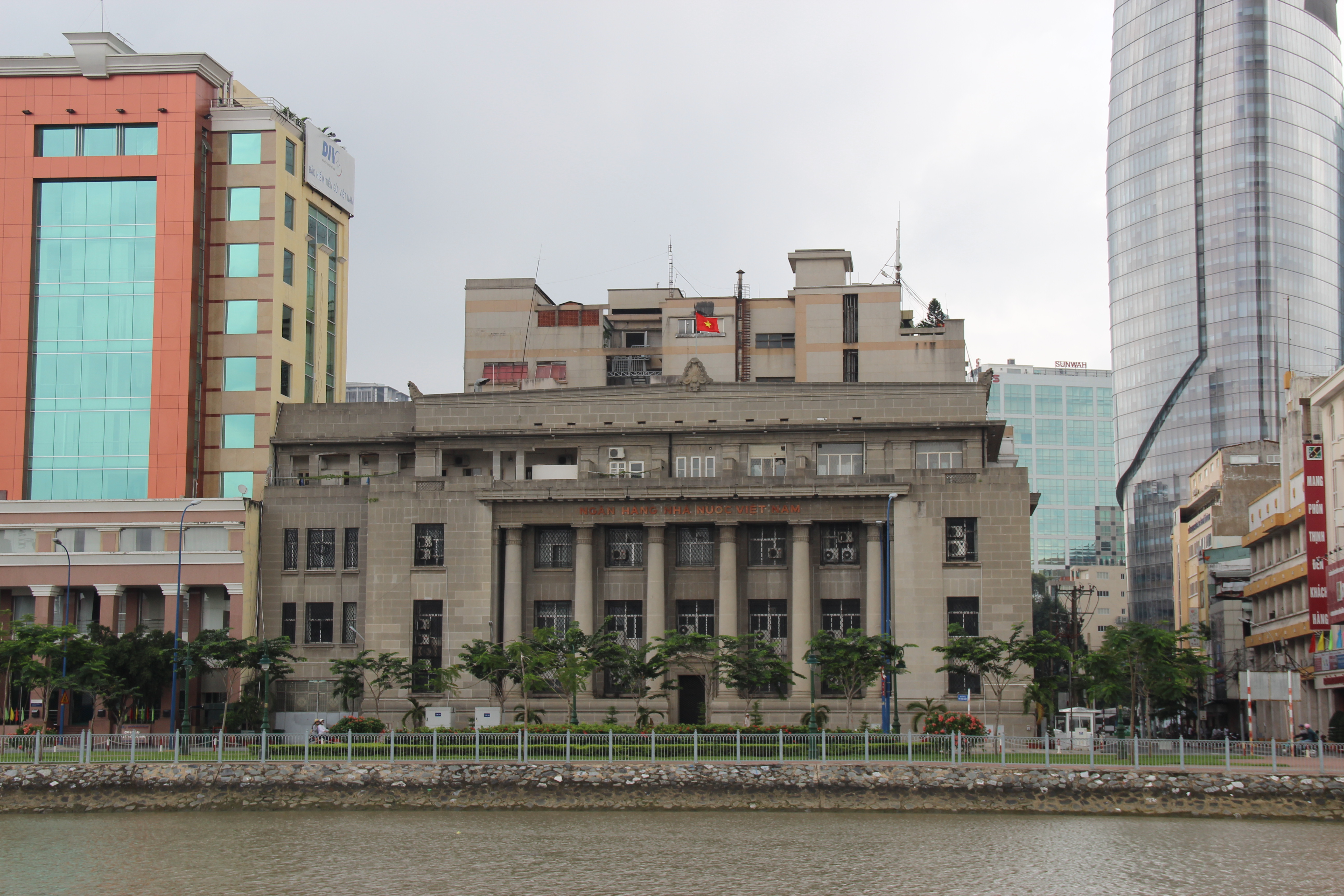
Trụ sở cũ của HSBC tại số 9 Bến Chương Dương, Sài Gòn, hiện do Ngân hàng Nhà nước Việt Nam sử dụng

Năm 1870, HSBC mở văn phòng đầu tiên tại Sài Gòn (nay là Thành phố Hồ Chí Minh), tuy nhien văn phòng này đã bị đóng cửa vào năm 1975. Năm 1992, HSBC quay trở lại Việt Nam với hai văn phòng đại diện tại Thành phố Hồ Chí Minh và Hà Nội. Tháng 8 năm 1995, chi nhánh tại Thành phố Hồ Chí Minh được cấp phép hoạt động và cung cấp đầy đủ các dịch vụ tài chính ngân hàng. HSBC khai trương chi nhánh thứ hai tại Hà Nội và thành lập văn phòng đại diện tại thành phố Cần Thơ vào năm 2005.
Ngày 29 tháng 12 năm 2005, HSBC mua 10% cổ phần của Ngân hàng TMCP Kỹ Thương Việt Nam (Techcombank), một trong các ngân hàng thương mại cổ phần lớn nhất tại Việt Nam xét về vốn. Tháng 7 năm 2007, HSBC mua thêm 5% cổ phần tại Techcombank. Tháng 9 năm 2008, HSBC hoàn tất việc nâng cổ phần sở hữu tại Techcombank từ 15% lên 20%, trở thành ngân hàng nước ngoài đầu tiên tại Việt Nam sở hữu 20% cổ phần tại một ngân hàng trong nước. Giao dịch này cho phép HSBC tiếp tục chiến lược dài hạn trên toàn cầu rút ra khỏi các khoản đầu tư về ngân hàng không trọng điểm.
Ngày 9 tháng 9 năm 2017, Techcombank thông báo đã mua lại cổ phần từ cổ đông hiện hữu HSBC.
Tháng 9 năm 2007, HSBC ký hợp đồng mua 10% cổ phần của Tập đoàn Bảo Việt, tập đoàn bảo hiểm và tài chính hàng đầu của Việt Nam và trở thành đối tác chiến lược nước ngoài duy nhất của Bảo Việt. Tháng 10 năm 2009, HSBC ký thoả thuận tăng tỷ lệ cổ phần nắm giữ tại Bảo Việt từ mức 10% lên 18% với trị giá 1,88 nghìn tỷ đồng (khoảng 105,3 triệu đô la Mỹ).
Ngày 1 tháng 1 năm 2009, HSBC trở thành ngân hàng nước ngoài đầu tiên thành lập ngân hàng con tại Việt Nam. Ngân hàng TNHH một thành viên HSBC (Việt Nam) (HSBC Việt Nam) là một ngân hàng con thuộc sở hữu 100% của Ngân hàng Hồng Kông và Thượng Hải. HSBC Việt Nam cũng là ngân hàng 100% vốn nước ngoài đầu tiên đồng thời đưa chi nhánh và phòng giao dịch đi vào hoạt động tại Việt Nam. Hiện tại, HSBC là một trong những ngân hàng nước ngoài lớn nhất tại Việt Nam.
Ngày 19 tháng 1 năm 2022, HSBC ra mắt thẻ thanh toán bằng nhựa tái chế đầu tiên tại Việt Nam.

## Các nhóm và bộ phận kinh doanh chính
HSBC (Việt Nam) tổ chức các hoạt động hướng tới khách hàng trong ba nhóm kinh doanh: Ngân hàng Thương mại (CMB); Ngân hàng và Thị trường toàn cầu (GBM); Tài sản và Ngân hàng Cá nhân (WPB).

### Ngân hàng thương mại (CMB)
HSBC (Việt Nam) cung cấp các dịch vụ tài chính cho các doanh nghiệp vừa, nhỏ và trung bình.

### Ngân hàng và thị trường toàn cầu (GBM)
Ngân hàng và Thị trường toàn cầu là chi nhánh ngân hàng đầu tư của HSBC. Đối với Ngân hàng toàn cầu, ngân hàng cung cấp các sản phẩm ngân hàng đầu tư và tài trợ cho khách hàng doanh nghiệp và tổ chức, bao gồm ngân hàng doanh nghiệp, ngân hàng đầu tư, thị trường vốn, dịch vụ thương mại, thanh toán và quản lý tiền mặt, và đòn bẩy tài chính mua lại. Đối với Thị trường và Dịch vụ Chứng khoán, ngân hàng cung cấp các dịch vụ về cổ phiếu, tín dụng và tỷ giá, ngoại hối, thị trường tiền tệ và dịch vụ chứng khoán. Ngân hàng và Thị trường toàn cầu có văn phòng tại hơn 60 quốc gia và vùng lãnh thổ trên toàn thế giới, đồng thời tự định vị mình là "thị trường mới nổi dẫn đầu và tập trung vào tài chính".

### Tài sản và Ngân hàng Cá nhân (WPB)
Tài sản và Ngân hàng Cá nhân giúp khách hàng chăm sóc tài chính hàng ngày và quản lý, bảo vệ và phát triển tài sản của họ. HSBC cung cấp đầy đủ các dịch vụ tài chính cá nhân, bao gồm tài khoản hiện tại và tài khoản tiết kiệm, khoản vay thế chấp, tài trợ ô tô, bảo hiểm, thẻ tín dụng, khoản vay, lương hưu và đầu tư . Ngân hàng Bán lẻ và Quản lý Tài sản (còn được gọi là Retail Banking and Wealth Management, viết tắt là RBWM) trước đây được gọi là Dịch vụ Tài chính Cá nhân (Personal Financial Services, viết tắt là PFS). Việc đổi tên này đã công bố trong Ngày Nhà đầu tư năm 2011 của HSBC.
Năm 2020, HSBC công bố hợp nhất hai ngành kinh doanh của mình: Ngân hàng Bán lẻ và Quản lý Tài sản & Ngân hàng Tư nhân Toàn cầu để tạo thành một đơn vị kinh doanh mới với tên gọi Tài sản và Ngân hàng Cá nhân.

## Giải thưởng
- Ngân hàng Quản lý Tiền tệ hàng đầu Việt Nam năm 2021 do Euromoney Cash Management Survey trao tặng
- Ngân hàng Quản lý Tiền tệ tốt nhất trong nước năm 2010-2017, 2019-2020 do Euromoney Cash Management Survey trao tặng
- Ngân hàng nước ngoài tốt nhất Việt Nam từ 2006 đến 2012, 2014 đến 2021, do tạp chí FinanceAsia bình chọn
- Ngân hàng toàn cầu tốt nhất Việt Nam từ 2008-2011, 2014, 2016, 2017, 2020 và 2021 do Asset Triple A bình chọn
- Ngân hàng phát hành trái phiếu mới tốt nhất Việt Nam 2020 do Asset Triple A bình chọn
- Ngân hàng cung cấp Dịch vụ tài trợ thương mại tốt nhất Việt Nam do Euromoney Trade Finance Survey 2021 bình chọn
- Ngân hàng cho vay hợp vốn của năm 2020 tại Việt Nam do Hiệp hội thị trường cho vay Châu Á - Thái Bình Dương bình chọn
- Ngân hàng lưu ký phụ tốt nhất Việt Nam năm 2021 do The Asset Triple A bình chọn
- Giao dịch quản lý tài sản đảm bảo ba bên tốt nhất châu Á năm 2021 do The Asset Triple A bình chọn
- Sáng kiến Marketing và Thương hiệu của năm tại Việt Nam năm 2021 do Asian Banking and Finance (Hạng mục Ngân hàng cá nhân) bình chọn
- Sáng kiến của năm về Quản lý hoạt động ngân hàng trong giai đoạn COVID tại Việt Nam năm 2021 do Asian Banking and Finance (Hạng mục Ngân hàng doanh nghiệp) bình chọn
- Ngân hàng tài trợ thương mại quốc tế của năm tại Việt Nam năm 2021 do Asian Banking and Finance (Hạng mục Ngân hàng doanh nghiệp) bình chọn
- Giải pháp Tài chính Thương mại theo tiêu chuẩn Môi trường, Xã hội và Quản trị tốt nhất Việt Nam năm 2021 do Asset Triple A bình chọn
- Ngân hàng tốt nhất Việt Nam về Kinh doanh Nguồn vốn và Vốn lưu động cho các Doanh nghiệp đa quốc gia/Doanh nghiệp lớn trong nước năm 2020, 2021 do Asset Triple A bình chọn
- Ngân hàng giao dịch tốt nhất Việt Nam năm 2020 do Asset Triple A bình chọn
- Ngân hàng Quản lý Tiền tệ tốt nhất Việt Nam năm 2019-2020 do Asset Triple A bình chọn
- Ngân hàng tài trợ thương mại hàng đầu Việt Nam 2018, 2020 và 2021 do Euromoney Trade Finance bình chọn
- Ngân hàng tư vấn cho vay tốt nhất tại Việt Nam 2018-2021 do Asset Triple A bình chọn
- Ngân hàng lưu ký phụ duy nhất đủ tiêu chuẩn được đánh giá trong cả hai hạng mục trong Khảo sát Lưu ký phụ năm 2017-2020 của Tạp chí Global Investor ISF
- Ý tưởng ngân hàng số tốt nhất Việt Nam năm 2020 do tạp chí Asian Banking and Finance bình chọn
- Ngân hàng có doanh số thanh toán qua thẻ tín dụng hàng đầu năm 2011 – 2020 do Visa trao tặng
- Ngân hàng xuất sắc trong các lĩnh vực hoạt động 2019-2020 do Visa trao tặng
- Ngân hàng xuất trong các lĩnh vực hoạt động thương mại điện tử xuyên biên giới 2020 do Visa trao tặng
- Ngân hàng Quản lý Tiền tệ tốt nhất trong nước năm 2019-2020 do Euromoney Cash Management Survey trao tặng
- Ngân hàng Cung cấp Dịch vụ cho các Doanh nghiệp tốt nhất Việt Nam năm 2019-2020 do Euromoney Cash Management Survey trao tặng
- Ngân hàng toàn cầu cung cấp các dịch vụ tài chính doanh nghiệp tốt nhất Việt Nam năm 2017 và 2019 do Asset Triple A bình chọn
- Ngân hàng bán lẻ tốt nhất Việt Nam năm 2016, 2017 và 2019 do tạp chí Asian Banking và Finance bình chọn
- Giao dịch Trái phiếu liên kết xuất sắc nhất Việt Nam năm 2021 do Asset Triple A bình chọn nhờ hỗ trợ Vinpearl chào bán 425 triệu đô la Mỹ trái phiếu bền vững có quyền chọn nhận cổ phiếu
- Giao dịch vay hợp vốn xuất sắc nhất Việt Nam năm 2021 nhờ thu xếp thành công khoản vay hợp vốn được phân chia hai kỳ hạn trị giá 790 triệu đô la Mỹ cho VietinBank
- Giao dịch IPO thành công nhất 2018 do tạp chí FinanceAsia bình chọn cho giao dịch Phát hành cổ phiếu lần đầu ra công chúng của Vinhomes trị giá 1,349 tỉ đô la Mỹ, HSBC đóng vai trò đồng tư vấn dựng sổ
- Giao dịch IPO thành công nhất tại Việt Nam 2018 do Asset Triple A bình chọn cho giao dịch Phát hành cổ phiếu lần đầu ra công chúng của Vinhomes trị giá 1,349 tỉ đô la Mỹ
- Giao dịch vay hợp vốn thành công nhất tại Việt Nam năm 2018 do Asset Triple A bình chọn cho khoản vay hợp vốn 400 triệu đô la Mỹ của VinFast
- Thành viên tiêu biểu trong hoạt động lưu ký chứng khoán năm 2018 do Trung Tâm Lưu ký Chúng khoán Việt Nam đánh giá và bình chọn
- Danh Hiệu "Tập Thể Lao Động Xuất Sắc năm 2018" do Thống Đốc Ngân Hàng Nhà Nước Việt Nam tặng cho Ngân Hàng TNHH Một Thành Viên HSBC (Việt Nam) vì đã hoàn thành xuất sắc nhiệm vụ công tác năm 2017
- Cờ Thi Đua của Chính Phủ Việt Nam năm 2018 trao cho Ngân hàng có thành tích xuất sắc và đóng góp tích cực trong lĩnh vực ngân hàng năm 2017
- Bằng khen của Giám đốc Công An TP Hồ Chí Minh 2018 cho thành tích xuất sắc trong đấu tranh phòng chống tội phạm
- Giải thưởng Chất lượng Dịch vụ Toàn cầu của Visa dành cho ngân hàng có tỷ lệ chấp nhận giao dịch cao nhất đối với các giao dịch quốc tế trên thẻ tín dụng cho năm 2017
- Ngân hàng Đầu tư Nước ngoài tốt nhất Việt Nam 2015, 2017 do tạp chí FinanceAsia bình chọn
- Ngân hàng nước ngoài tốt nhất Việt Nam năm 2017 do Asiamoney bình chọn
- Giao dịch M&A tốt nhất Việt Nam năm 2017 do Asset Triple A bình chọn, HSBC đóng vai trò tư vấn tài chính trong giao dịch mua lại 65% LafargeHolcim của Siam City Cement
- Giải thưởng Bạch Kim Ngân hàng nước ngoài tốt nhất Việt Nam kỷ niệm 20 năm FinanceAsia
- Ngân hàng Quản lý Tiền tệ hàng đầu Việt Nam năm 2021 do Euromoney Cash Management Survey trao tặng
- Giao dịch Trái phiếu liên kết xuất sắc nhất Việt Nam năm 2021 do Asset Triple A bình chọn nhờ hỗ trợ Vinpearl chào bán 425 triệu đô la Mỹ trái phiếu bền vững có quyền chọn nhận cổ phiếu
- Giao dịch vay hợp vốn xuất sắc nhất Việt Nam năm 2021 nhờ thu xếp thành công khoản vay hợp vốn được phân chia hai kỳ hạn trị giá 790 triệu đô la Mỹ cho VietinBank

## Đội ngũ Quản lý
- Tim Evans, Tổng giám đốc
- Phillip Wright, Quản lý hoạt động
- Stephanie Betant, Giám đốc toàn quốc Khối Dịch vụ Ngân hàng doanh nghiệp
- Pramoth Rajendran, Giám đốc toàn quốc Khối Dịch vụ Quản lý Tài sản và Tài chính Cá nhân
- Đỗ Thụy Như Thùy, Giám đốc toàn quốc Khối Quản lý Thanh khoản và Tiền tệ Toàn cầu
- Alan Ng, Giám đốc toàn quốc Trung tâm thanh toán quốc tế và tài trợ chuỗi cung ứng
- Ngô Đăng Khoa, Giám đốc Khối ngoại hối, thị trường vốn và Dịch vụ chứng khoán
- Yong Han, Giám đốc quản lý rủi ro
- Nguyễn Thị Thanh Trúc, Giám đốc tài chính
- Trần Thị Nguyệt Oanh, Giám đốc quản lý nguồn nhân lực
- Phạm Quang Hưng, Giám đốc Khối Tuân thủ và Phòng chống tội phạm tài chính
- Hồ Vĩnh Long, Giám đốc Tư vấn luật và Thư ký công ty
- Cao Thị Hương Giang, Giám đốc Truyền Thông

## Giấy phép
- Giấy phép thành lập và hoạt động số 235/GP-NHNN do Thống đốc Ngân hàng Nhà nước Việt Nam cấp ngày 8/9/2008.[19]
- Giấy chứng nhận đăng ký hoạt động lưu ký chứng khoán số 05/GCN-UBCK do Chủ tịch UBCKNN cấp ngày 10/12/2013.[19]